# Friedrich Karm
Friedrich Karm (ur. 21 stycznia 1901, zm. 3 października 1980) – estoński piłkarz grający na pozycji napastnika. W swojej karierze grał tylko w jednym klubie - Tallinna Sport. Trzynastokrotny reprezentant Estonii.

## Kariera klubowa
Jego jedynym klubem był Tallinna Sport. Zdobył z nim trzy mistrzostwa Estonii.

## Kariera reprezentacyjna
Karm w reprezentacji zadebiutował w 1920, a ostatni mecz w 1927. Jego bilans stanął na 13 meczach i na 8 bramkach.